# 甘勃盧
甘勃卢，另译坎巴卢，是缅甸實皆省瑞保縣甘勃卢镇区下辖的一个镇。该镇位于该县西北部，是甘勃卢镇区的行政中心。该镇位于缅甸南北铁路干线实皆和密支那之间的主要干线沿线。截至2014年，该镇人口为 25,022人。

## 历史
第二次世界大战期间，其铁路站场遭到盟军轰炸。缅甸内战期间，该镇遭到抵抗力量的袭击，当地警察局被焚烧。
2021年緬甸軍事政變后，极端民族主义僧侣吴瓦萨瓦在Hmaw Taw村建立了骠绍梯民兵组织，以对该地区的人民防衛軍发动攻势。该镇的几个村庄已被改造成骠绍梯民兵的基地。据报道，吴瓦萨瓦强迫当地人加入民兵组织。该镇约900名骠绍梯民兵成员最初装备自制武器，后来配备了现代化的BA-63（G-3）步枪、MA-1突击步枪和卡宾枪。其影响力已蔓延至坎甘勃卢镇区、丹西镇区和均拉镇区——这些重要镇区以其军事力量均得到联邦巩固与发展党的支持。

## 经济
由军方经营的缅甸经济集团在该镇经营着两家工厂，生产糖和薄荷醇。这家糖厂是与泰国Sutech Engineering公司的合资企业。该镇也是穆河上30兆瓦（40,000马力）的德畔塞水电站的所在地，该项目由中国进出口银行资助，投资2000万美元。